# Милюков, Анатолий Илларионович
Анатолий Илларионович Милюков (8 мая 1938 — 16 апреля 2018) — государственный деятель, доктор экономических наук, профессор.

## Биография
Родился 8 мая 1938 года в деревне Вишар Калинковичского района Гомельской области Белорусской ССР.
В 1956 году окончил Пинский учетно-кредитный техникум, а в 1960 году — Московский финансовый институт (ныне Финансовый университет при Правительстве Российской Федерации) по специальности «Финансы и кредит». Работал на заводе экономистом цеха, руководителем бюро экономического анализа в финансовом и плановом отделе. С 1962 по 1965 годы обучался в аспирантуре МФИ. В 1965 году защитил кандидатскую диссертацию по проблемам стимулирования труда.
В 1970—1980 годах работал в Экономическом Отделе ЦК КПСС. В 1980 году защитил докторскую диссертацию и получил ученую степень доктора экономических наук с присвоением звания профессора по кафедре политической экономии.
В 1985—1987 годах работал в аппарате Совета Министров СССР, первый заместитель заведующего отделом по вопросам совершенствования управления народным хозяйством. В 1987—1990 годах был заместителем Заведующего Социально-экономическим отделом — руководителем группы экономических консультантов ЦК КПСС. В 1985—1987 годах — первый заместитель заведующего Отделом по вопросам совершенствования управлением народного хозяйства в аппарате Совета Министров СССР. В 1990—1991 годах являлся руководителем Экономического Отдела в аппарате Президента СССР. В 1991—1994 годах — руководитель службы экспертов-консультантов Председателя Верховного Совета РФ.
С 1994 по 1996 год А. И. Милюков — вице-президент Мосбизнесбанка. В 1996 году — заместитель председателя правления — генеральный директор управления экономического анализа Мосбизнесбанка. В 1998 году — директор управления внутреннего контроля Мосбизнесбанка.
В 2001 году начал работу в Ассоциации российских банков. С 2002 года — вице-президент Ассоциации российских банков.
В течение 20 лет Анатолий Илларионович преподавал курс политической экономии в Московском государственном университете. Также профессор, академик Академии менеджмента, заведующий кафедрой «АРБ. Современные банковские технологии» Финансового университета при Правительстве РФ (с 2012 года).
Умер 16 апреля 2018 года. Похоронен на Троекуровском кладбище .
- Сын — Анатолий Милюков (род. 1972), выпускник МГУ имени М. В. Ломоносова, с отличием окончил школу MBA Гарвардского университета[5].

## Награды
- Награжден Орденом Дружбы народов и медалями.
- Почётный гражданин города Калинковичи (1993).[6]